# Quarante-troisième circonscription de la Seine
La Trente-neuvième circonscription de la Seine est l'une des neuf circonscriptions législatives que compte le département français de la Seine, situé en région Île-de-France.

## Description géographique
La Quarante-troisième circonscription de la Seine était composée de :
- commune de Bondy
- commune de Noisy-le-Sec
- commune des Pavillons-sous-Bois
- commune de Romainville
- commune de Villemomble[2]

## Description historique et politique

### Historique des députations[3]
| Législature | Début de mandat | Fin de mandat  | Député           | Parti politique | Observations                                                                             |
| ----------- | --------------- | -------------- | ---------------- | --------------- | ---------------------------------------------------------------------------------------- |
| Ire         | 9 décembre 1958 | 9 octobre 1962 | Robert Calméjane | UNR             | Mandat écourté à la suite d'une dissolution parlementaire décidée par Charles de Gaulle. |
| IIe         | 6 décembre 1962 | 2 avril 1967   | Robert Calméjane | UNR-UDT         |                                                                                          |

## Historique des élections

### Élections de 1958[3]
| Candidat       | Candidat             | Parti          | Premier tour | Premier tour | Second tour | Second tour |  |
| Candidat       | Candidat             | Parti          | Voix         | %            | Voix        | %           |  |
| -------------- | -------------------- | -------------- | ------------ | ------------ | ----------- | ----------- |  |
|                | Jean Houdremont      | PCF            | 16 861       | 28,49        | 18 842      | 31,91       |  |
|                | Robert Calméjane élu | UNR            | 16 096       | 27,2         | 28 017      | 47,45       |  |
|                | Maurice Coutrot      | SFIO           | 13 578       | 22,95        | 12 184      | 20,64       |  |
|                | Joseph Dumas         | MRP            | 6 351        | 10,73        | Retrait     | Retrait     |  |
|                | Charles Hernu        | UFD            | 3 514        | 5,94         | Retrait     | Retrait     |  |
|                | Charles Boulay       | Divers         | 1 773        | 3            |             |             |  |
|                | Henri Fasseur        | UFF            | 1 001        | 1,69         |             |             |  |
|                |                      |                |              |              |             |             |  |
| Inscrits       | Inscrits             | Inscrits       | 74 454       | 100,00       | 74 436      | 100,00      |  |
| Abstentions    | Abstentions          | Abstentions    | 13 876       | 18,64        | 14 518      | 19,5        |  |
| Votants        | Votants              | Votants        | 60 578       | 81,36        | 59 918      | 80,5        |  |
| Blancs et nuls | Blancs et nuls       | Blancs et nuls | 1 404        | 2,32         | 875         | 1,46        |  |
| Exprimés       | Exprimés             | Exprimés       | 59 174       | 97,68        | 59 043      | 98,54       |  |

Le suppléant de Robert Calméjane était Jean Le Petit.

### Élections de 1962[3]
| Candidat       | Candidat                       | Parti          | Premier tour | Premier tour | Second tour | Second tour |  |
| Candidat       | Candidat                       | Parti          | Voix         | %            | Voix        | %           |  |
| -------------- | ------------------------------ | -------------- | ------------ | ------------ | ----------- | ----------- |  |
|                | Robert Calméjane sortant réélu | UNR-UDT        | 21 737       | 38,69        | 28 223      | 51,19       |  |
|                | Jean Houdremont                | PCF            | 18 023       | 32,08        | 26 912      | 48,81       |  |
|                | Maurice Coutrot                | SFIO           | 12 189       | 21,69        | Retrait     | Retrait     |  |
|                | Marcel Debarge                 | PSU            | 2 189        | 3,9          |             |             |  |
|                | Henri Fasseur                  | Extrême droite | 2 047        | 3,64         |             |             |  |
|                |                                |                |              |              |             |             |  |
| Inscrits       | Inscrits                       | Inscrits       | 77 079       | 100,00       | 77 080      | 100,00      |  |
| Abstentions    | Abstentions                    | Abstentions    | 19 582       | 25,41        | 18 872      | 24,48       |  |
| Votants        | Votants                        | Votants        | 57 497       | 74,59        | 58 208      | 75,52       |  |
| Blancs et nuls | Blancs et nuls                 | Blancs et nuls | 1 312        | 2,28         | 3 073       | 5,28        |  |
| Exprimés       | Exprimés                       | Exprimés       | 56 185       | 97,72        | 55 135      | 94,72       |  |

Le suppléant de Robert Calméjane était Jean Chevallier, attaché principal d'intendance universitaire, Noisy-le-Sec.